# Gauliga Kurhessen 1944/45
Die Gauliga Kurhessen 1944/45 war die vierte und letzte Spielzeit der Gauliga Kurhessen des Fachamtes Fußball. Um den Spielbetrieb trotz des Zweiten Weltkrieges aufrechtzuerhalten, wurde die Gauliga in drei kleinere Staffeln eingeteilt. Durch Voranschreiten des Krieges konnte der Spielbetrieb jedoch nicht mehr fortgeführt werden. Mit der Kapitulation Deutschlands endete auch das Bestehen der Gauliga Kurhessen. Mit der Fußball-Oberliga 1945/46 gab es bereits zur kommenden Spielzeit wieder einen überregionalen Fußball-Wettbewerb.

## Staffel Kassel (nicht ausgetragen)
Folgende Mannschaften waren für die Staffel Kassel vorgesehen:
- KSG Kurhessen/CSC 03 Kassel
- KSG TuRa/TuSpo Kassel
- KSG BC Sport/BV Kassel 06
- Hermannia Kassel
- SV 06 Kassel-Rothenditmold
- SpVgg Niederzwehren

Ohne ein einziges Spiel ausgetragen zu haben, musste die Staffel abgebrochen werden. Aus Spielermangel wurden die verbliebenen Aktiven in drei Kriegsspielgemeinschaften zusammengefasst:
- KSG Süd (Kurhessen Kassel, TuRa Kassel, TuSpo Kassel, SpVgg Niederzwehren)
- KSG Ost (BC Sport Kassel, CSC 03 Kassel, BV Kassel 06)
- KSG Nord (Hermannia Kassel, SV 06 Kassel-Rothenditmold)

Die geplante Einfachrunde fiel ebenfalls aus. Auch der Versuch, den Staffelmeister durch zwei Spiele zwischen den neu gebildeten KSGs Süd und Ost auszuspielen, scheiterte. Daraufhin wurde der Spielbetrieb in Kassel endgültig eingestellt.

## Staffel West (abgebrochen)
- SG SS Arolsen
- TuSpo Weimar
- KSG Rot-Weiß Waldeck
- TSV Obervellmar
- KSG Blau-Weiß Fritzlar

## Staffel Süd (abgebrochen)
- KSG Hünfeld
- KSG Hersfeld
- Reichsbahn SG Borussia Fulda